# Władcy Roti

## Władcy Landu
- 40 nieznanych władców (ok. 1200–1737)
- Geolima Bulecama (regent 1737–1758; usunięty)
- Bane Dai Lafa (władca (manek (radża)) Landu 1758-?)
- Dunadi (ok. 1832)
- Paulus Dai Lafa (przed 1851–1854)
- Geolima Johannes (1854–1870)
- Abraham Johannes (1870–1874)
- Johannes Johannes (1874–1883)
- Dale Bane (Józef Wilhelm Johannes) (1883–1905)
- Regencja 1905–1906
- Daud Willem Johannes (1906–1908; usunięty)
- Lazarus Jusuf Willem Johannes (1908–1916) [syn Dale Bane]
- Matheos Jusuf Willem Johannes (1916–1961) [brat]

## Władcy O-Enale
- Limbe Longga (władca (manek (radża)) O-Enale po 1550-przed 1600)
- M’Boro Mesa (przed 1600–1650; usunięty)
- N.N.(?) (przed 1650-po 1680)
- Fanggi M’Boro (ok. 1691–1720) [prawnuk Limbe Longgi]
- Nafi Fanggi (ok. 1720–1756)
- Sande Nafi (ok. 1756–1832)
- Daon Delthan (ok. 1832-?)
- Dethan Messa (?–1843; usunięty)
- Messah Giri (1844–1868; usunięty)
- Jacob Messah Giri (1868–1895) [syn]
- Soleman Messah Giri (1895–1900; abdykował) [syn]
- Tobias Messah Giri (1900–1918) [syn]
- Hanok Lenggu (1918–1927; usunięty, zmarł 1940)
- Simon Messah Giri (1927–1939; usunięty) [syn Tobiasa]
- Hendrik Hanok Lenggu (1939–1961) [wnuk Hanoka]

## Władcy Thie
Dynastia Messakh
- Messakh Mbura (władca (manek (radża)) Thie ok. 1679–1697)
- Moy Messakh (ok. 1697) [syn]
- Nale Messakh (ok. 1703–1717) [brat]
- Messakh Moy (regent ok. 1717) [syn Moy]
- Mbura Messakh (1718–1728) [syn Messakh Mbury]
- Benjamin Foe Mbura (1728–1747) [syn]
- Messakh Pah (ok. 1752) [wnuk Moy]
- Foukay Pah (po 1847–1777) [brat]
- David Mbura Foukay (1777–1788) [syn]
- Mbesialu Pah (1788–1790) [stryj]
- Paulus Pah Mbesialu (ok. 1790–1811) [syn]
- Kobi Pah (1811–1816) [syn]
- Gandi For (1816)
- Baba Henu (1816–1841)
- Ndu Kobi (1841–1861) [syn Kobi Paha]
- Paulus Messakh (1861–1882)
- Jonas Nicolaas Messakh (1882–1907) [brat]
- Salmoen Messakh (regent 1907–1918) [syn]
- David Jacobus Messakh (1918–1921) [brat]
- Foe Moy (1921–1927)
- Tobias Arnoldus Messakh (1927–1931) [syn Jonasa]
- Jeremias Wilhelmus Messakh (1931–1948; usunięty) [brat]
- Wilhelmus Moy (regent 1948) [syn Foe Moy]
- Saudale (regent 1948–1949)
- Jusuf Messakh (1949–1951) [syn Wilhelma Moy]
- Jeremias Wilhelmus Messakh (2-gie panowanie 1951–1953; usunięty, zmarł 1975)
- Hermanus Haning (regent 1953–1956)
- Jeremias Arnoldus Messakh (1956–1962; usunięty, zmarł 1985) [syn Józefa]

## Władcy Bilby
- Lase Datok (władca (manek (radża)) Bilby przed 1680–1690)
- Kappa Mangarai (przed 1690–1691)
- Theon Mangarai (ok. 1691–1714) [brat]
- Lolo Kappa (przed 1714–1717/25) [syn Kappy]
- Balok Theon (ok. 1717/25–1747) [syn Theona]
- Saba Theon (ok. 1747–1753) [brat]
- Daniel Lao Seo (przed 1753-po 1765)
- Lenggu Saba I (ok. 1777–1788) [syn Saby]
- Saba Lenggu (ok. 1788–1830) [syn]
- Lenggu Saba II (1830–1868) [syn]
- Pieter Lenggu (1868–1870; usunięty) [syn]
- David Lenggu (1870–1874) [brat]
- Pieter Lenggu (2-gie panowanie 1874–1884)
- Alexander Nero Lenggu (1884–1886; usunięty)
- Pedama Mangalai Saba (1886–1895)
- Alexander Nero Lenggu (2-gie panowanie 1895–1908)
- Salomon Pedama Mangalai Saba (1908–1925) [syn Pedamy Mangalai Saby]
- Jusuf Saba (1925–1926) [syn]
- Abraham S. Therik (1926–1936) [potomek Pedamy Mangalai Saby]
- Mathias Alexander Lenggu (1937–1948) [syn Alexandra Nero Lenggu]

## Władcy Baa
- Lilo Dutamma (władca (manek (radża)) Baa ok. 1690)
- Tou Dengga Hua (po 1700-po 1734)
- Tou Denggalilo (przed 1746-po 1756)
- Izak Kuamain (ok. 1753)
- Muskanan (ok. 1832)
- Muskanan Pane (?–1854)
- Johannes Muskanan (1854–1862)
- Alexander (1862–1873)
- Dun Muskanan (1873–1883)
- Lusi Detaq (1883–1887)
- Jesaja Dae Pane (1887–1895)
- Paulus Dae Pane (1895–1905; usunięty)
- Sadrach Mandala (regent 1905)
- Arnoldus Tule (1905-?)
- E. Alias Muskanan Tule
- Dae Pane (?–1938)
- Solemon Stephanus Detaq (1938–1951) [syn]
- Izak Dae Pane (1951–1960) [wnuk Paulusa Dae Pane]
- Tobias Mandala (1960–1963; usunięty)

## Władcy Ossipoko
- Dalla Rotty (władca (manek (radża)) Lelainu 1691)
- Woltherus Dalla Nauwa (ok. 1755/6)
- Kurus (ok. 1832)
- Zmiana nazwy państwa na Ossipoko przed 1832
- Markus Meoh (?–1855)
- Sangu Resi (1855–1868)
- Tomasz Marek Dungun (1868–1877)
- Tesa Dungun (1877–1879)
- Besi Sangu (1879–1889)
- Tobias Martinus Dungun (1889-po 1895; abdykował)
- Dunggu Tesa Aek (regent przed 1898–1905)
- Simon Besi (1905-?)
- Amos Besi
- Junus Besi

## Władcy Diu
- Noi Bessu (władca (manek (radża)) Diu ok. 1691)
- Manafe Boleh (przed 1753-po 1756)
- Jacobus Manafe (przed 1832–1851)
- Detan Manafe (1851–1879)
- Poli Lio (regent 1879–1884)
- Jacobus Paulus Manafe (1884–1887)
- Soleman Manafe (1887-po 1900; usunięty, zmarł 1907)
- Paulus David Manafe (przed 1905-?; usunięty, zmarł 1944)
- S. Ch. Manafe (1937–1938)
- David Paulus Manafe (1938-?) [syn Solemana]
- Albertus Paulus Manafe [brat]

## Władcy Korbafo
- Pikkatih (władca (manek (radża)) Korbafo ok. 1691)
- Ola Fuliha (ok. 1700)
- Christian Leuanan (ok. 1756)
- Kolanian Bibikate (?–1852)
- Lukas Pakuleo (1852–1859)
- Jessak Manubulu (1859–1873)
- Soleman Izak Manubulu (1873–1922) [syn]
- Cornelis Izak Manubulu (1922–1926; abdykował, zmarł 1961) [bratanek; syn adoptowany]
- Christian Paulus Manubulu (1926–1962; usunięty, zmarł 1989) [syn Solemana Izaka]

## Władcy Ndao
- Bungga Baew (władca (manek (radża)) Ndao ok. 1753)
- Dulli Tetti (ok. 1755/6)
- Ledekke (ok. 1832)
- Lollei Kotten (1851–1870)
- Abraham Mingga (1870–1876)
- Hendrik Kotten (1876–1905)
- Zadrack Kotten (1905–1925)
- Frans Kotten (1925–1940)
- Ferdinand Baun (regent 1940–1968)

## Władcy Bokai
- Pelohey (władca (manek (radża)) Bokai ok. 1756)
- Geo Sude (ok. 1832)
- Dupe Geo (?–1851) [syn]
- Dule Dupe (1851–1868) [syn]
- Sima Sude Kappa (1868–1873)
- Salomon Dule (1873–1877)
- Marcus Daluh Dupe (1877–1887)
- Paoh Ndolu Dupe (1887–1892; abdykował)
- Tazi Fodik (1892)
- Ta-e Taka Alias Mika Taka (1892-po 1911)
- Messak Dupe (1931–1969) [syn Tazi Fodika]